# GLADIATOR 026 in OSAKA
GLADIATOR 026 in OSAKAは、日本の総合格闘技団体「GLADIATOR」の大会の一つ。
2024年5月5日、大阪府豊中市の176BOXで開催された。

## 大会概要
本大会ではフライ級フライ級王座決定トーナメント準決勝が行われる予定であったが、GLADIATOR 025 in OSAKAで勝利したイ・スンチョルが肩の負傷で欠場。さらにチェ・ドンフンからも「他のプロモーションからのオファーがあった」とのことで、主催者側も快く送り出すことに。結果、NavEとオトゴンバートル・ボルドバートルがトーナメント決勝＝空位のフライ級王座決定戦を争うことが決定していた。しかしNavEも負傷欠場、トーナメント決勝は次回GLADIATOR 027 in OSAKAへ持ち越しとなっている。
この他にも国際戦が2試合組まれ、GLADIATORバンタム級王者の竹本啓哉がタイのデッチプールと、チハヤフル・ズッキーニョスがフィリピンのアドニス・セビジェーノと対戦する（その後、アドニス・セビジェーノが来日できず、チハヤフルの対戦相手は韓国のパク・サンヒョンに変更されている。今大会最大のサプライズは元修斗世界ストロー級王者、山上幹臣の参戦。9年5カ月ぶりのMMAで今井健斗と激突する。

## 試合結果

### オープニングファイト
フライ級 3分2R
○  伊藤琥太郎 vs.  塩谷尚也 ×
1R 1:16 TKO

### プレリミナリーファイト
第1試合 バンタム級 5分2R
○  ルキヤ vs.  小見山瞬 ×
1R 1:05 リアネイキドチョーク
第2試合 フライ級 5分2R
○  カーヴィ vs.  大月宣樹 ×
1R 4:45 リアネイキドチョーク
第3試合 ライト級 5分2R
○  磯嶋祥蔵 vs.  都市弦介 ×
判定3-0
第4試合 フライ級 5分2R
○  古賀珠楠 vs.  田中義基 ×
判定3-0
第5試合 バンタム級 5分2R
○  南友之輔 vs.  秋田良隆 ×
1R 4:59 TKO
第6試合 フェザー級 5分2R
○  木村柊也 vs.  塩津良介 ×
1R 1:05 KO
第7試合 PROGRESフォークスタイルグラップリング 64.4㎏契約 5分2R
○  上田祐起 vs.  江木伸成 ×
1R 1:05 KO

### メインカード
第8試合 68.5kg契約 5分3R
○  チハヤフル・ズッキーニョス vs.  パク・サンヒョン ×
1R 4:54　腕ひしぎ十字固め
第9試合 フェザー級 5分3R
○  中川晧貴 vs.  水野翔 ×
判定3-0
第10試合 フライ級 5分3R
○  今井健斗 vs.  山上幹臣 ×
3R 0:53 TKO
第11試合 バンタム級 5分3R
○  竹本啓哉 vs.  デッチプール ×
1R 4:25 横三角絞め

### ザ・ワンTV ファイトボーナス
チハヤフル・ズッキーニョス ※70万円
中川晧貴 ※20万円
竹本啓哉 ※10万円